# Oposição Oficial (Canadá)
No Canadá, a Oposição Oficial é geralmente o maior partido na Câmara dos Comuns  ou na legislatura provincial que não está no governo. Também organiza um Gabinete Sombra de Oposição Oficial, liderado pelo Líder da Oposição Oficial. Os membros do gabinete sombra tentam apontar quaisquer problemas nos planos do gabinete oficial.

## Vantagens
O líder da oposição tem uma residência oficial em Ottawa, conhecida como Stornoway, e o salário e privilégios de um ministro do gabinete. Além disso, o Líder e outros membros do gabinete sombra têm o privilégio de se reunir com dignitários estrangeiros visitantes, o que nem sempre é concedido a membros de partidos menores.
O partido de oposição oficial tem vantagens sobre outros partidos de oposição na Câmara. Eles são designados a falar primeiro depois do governo e a receber mais tempo em questão do que outros partidos da oposição. Também obtém mais espaço para escritório, financiamento para pesquisa e uma equipa maior.